# Semaeopus geminilinea
Semaeopus geminilinea är en fjärilsart som beskrevs av Louis Beethoven Prout 1917. Semaeopus geminilinea ingår i släktet Semaeopus och familjen mätare. Inga underarter finns listade i Catalogue of Life.